# 磐城平藩

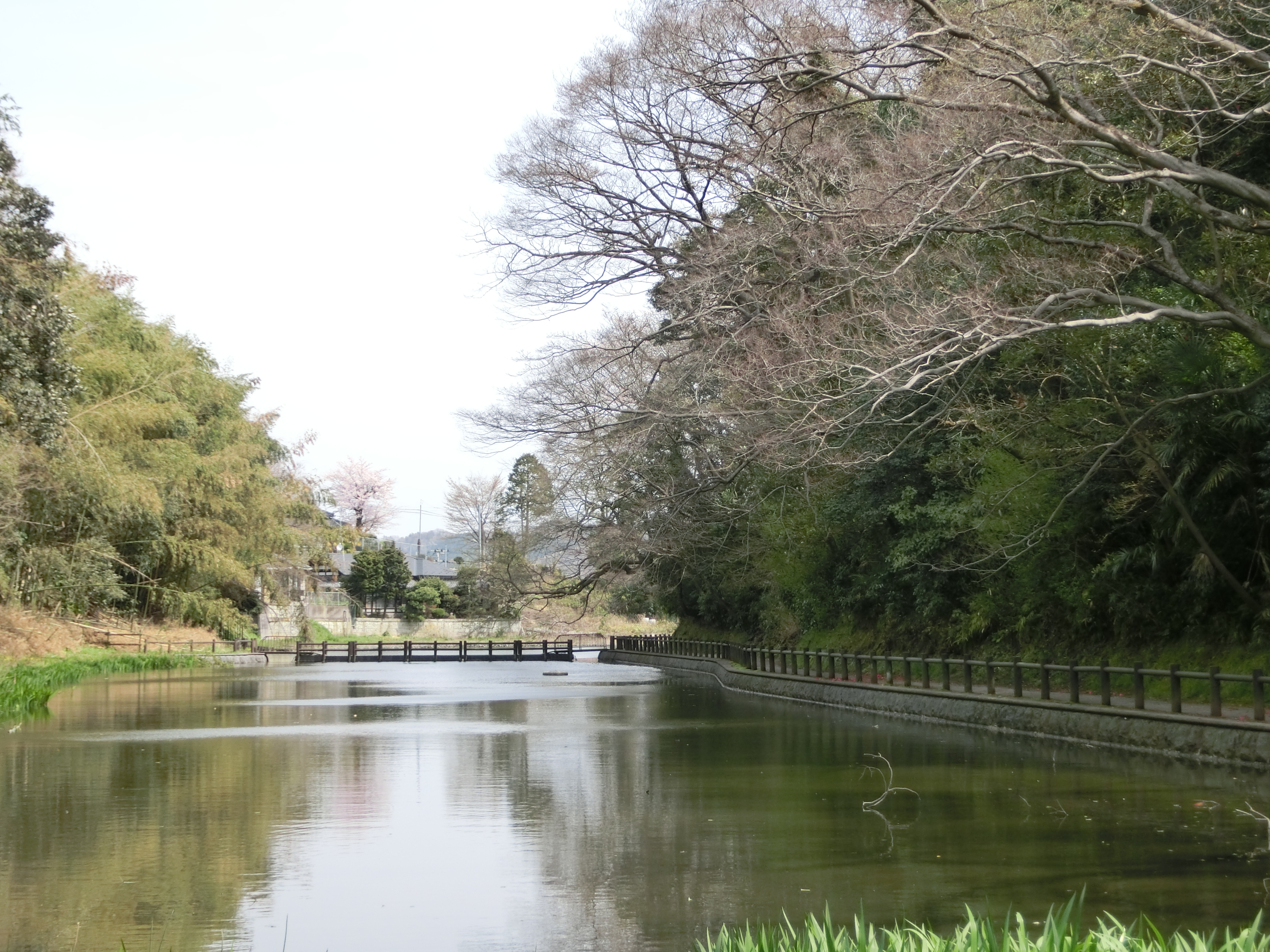
磐城平城

磐城平藩（日语：／ Iwakitaira-han */?），又稱平藩（日语：／ Taira-han */?）或磐城藩（日语：／ Iwaki-han */?），是一個位於日本陸奧國磐城平（現福島縣磐城市平）的藩，成立於慶長7年6月14日（1602年8月1日），藩廳是磐城平城，歷任藩主均是譜代大名，先後由鳥居家、內藤家、井上家和安藤家統治，高峰期石高達十二萬石，其後逐漸減少，在廢藩置縣時為三萬石，藩校原稱施政堂，後來改名為佑賢堂。江戶藩邸方面，內藤家時期的上屋敷位於虎之門，中屋敷位於麻布六本木，下屋敷位於澀谷，井上家時期上屋敷位於愛宕下（現東京都港區西新橋至新橋一帶），下屋敷位於大久保四丁目，安藤家時期上屋敷位於濱町（現東京都中央區日本橋濱町三丁目首都高速道路濱町出入口），中屋敷位於牡蠣殼町（現東京都中央區日本橋蠣殼町一丁目東京穀物商品交易所舊址），下屋敷位於大塚（現東京都文京區大塚御茶之水女子大學）。人口方面，寬文6年（1666年）時是5,913戶47,667人，貞享元年（1684年）時是78,068人，元祿年間時是11,525戶65,538人。

## 歷史
磐城平原本是岩城氏的領地，關原之戰被改易後，由鳥居忠政在慶長7年6月14日（1602年8月1日）入主，從下總矢作四萬石加增至十萬石，同年德川氏代官頭彥坂元正等人在藩內進行檢地。慶長10年（1605年）2月，忠政獲加增菊多郡兩萬石，翌年忠政遷拆飯野八幡宮後在其舊址興建磐城平城作為居城。慶長13年（1608年），鳥居家實施總檢地，並且制定35種小物成以及開墾新田。元和8年9月28日（1622年11月1日），內藤政長代替增封至出羽山形藩二十萬石的鳥居家，從上總佐貫藩四萬石加增至七萬石入主磐城平藩，其長子內藤忠興亦同時以二萬石入主菊多郡，其女婿土方雄重則從下總田子藩入主菊多郡窪田（現福島縣磐城市勿來町）一萬石，加上原本領有的能登國一萬石而創立窪田藩。寬永11年（1634年），忠興在政長死後繼任為藩主，其菊多郡領地改由內藤政晴繼承，即泉藩。忠興就任藩主後，以郡奉行今村知商為中心進行各種改革，在正保4年（1657年）時磐城平藩的四郡十三村領地，石高達到七萬石，另有約兩萬石新田，總計實高約九萬石。然而，藩政其後逐漸衰退，寬文3年4月15日（1663年5月22日）家臣俸祿被減半，寬文7年2月9日（1667年3月3日）又發行藩札。寬文10年12月3日（1671年1月13日），忠興致仕，由內藤義概繼任藩主，與此同時菊多郡的新田一萬石分知予忠興次子遠山政亮，即湯長谷藩。其後在延寶年間（1673年至1681年），磐城平藩先後爆發淺香騷動和御小姓騷動，加上重稅和災害，重創了藩政。最終在元文3年（1738年）6月，磐城平藩爆發要求減免年貢和徭役的全藩一揆，號稱有八萬七千人參加，這次一揆促使內藤家在延享4年3月19日（1747年4月28日）移封至日向延岡藩。
其後，常陸笠岡藩主井上正經以六萬石入主磐城平藩，領地包括磐前郡43村、磐城郡11村和菊多郡3村合計兩萬三千石、伊達郡梁川（現福島市伊達市梁川町各町）三萬石以及常陸多賀郡七千石，原本剩餘的四萬七千石磐城平藩領則劃入幕府領。寶曆6年5月21日（1756年6月18日），美濃加納藩主安藤信成取代改任大坂城代的正經以五萬石入主磐城平藩。寬政5年（1793年），信成參與松平定信的寬政改革，並且就任老中。安政7年正月15日（1860年2月6日），安藤信正就任老中，同年大老井伊直弼死於櫻田門外之變後，信正成為老中首席，與各國交涉的同時推動公武合體。文久2年正月15日（1862年2月13日），信正在坂下門外之變中遭到水戶浪士襲擊而受傷，同年4月11日（5月9日）被罷免，其後在11月20日（1863年1月9日）以失職為由減封兩萬石，同時隱居和永蟄居。文久3年10月2日（1863年11月12日），信濃岩村田藩主內藤正誠之弟繼任為藩主，即安藤信勇。
戊辰戰爭時，磐城平藩分為恭順和抗戰兩派，其後在信正的策劃下，磐城平藩參加了奧羽越列藩同盟，另一方面因病而在美濃休養的藩主信勇則派兵支援新政府軍。慶應4年7月1日（1868年8月18日），磐城平藩雖然遭到薩摩藩、岡山藩和大村藩的攻擊，不過最終成功將其擊退至小名濱，7月10日在走熊村（現福島縣磐城市鹿島町走熊和中央台鹿島）的戰鬥中則由新政府軍獲勝。其後在7月13日，薩摩藩率領大垣藩的軍隊，與鳥取藩、岡山藩、柳河藩和佐土原藩一同發動總攻擊，磐城平藩方面雖然得到湯長谷藩主內藤政養、人見勝太郎、請西藩主林忠崇、仙台藩、米澤藩和中村藩的藩士等的支援，不過最終仍然戰敗，磐城平藩有58人戰死，新政府軍方面則是16人，信正也在翌日宣佈投降。其後，忠勇雖然一度奉命移封至陸中國磐井郡三萬四千石，但是在忠勇的懇求下告吹。明治4年7月14日（1871年8月29日），磐城平藩在廢藩置縣後改組成磐城平縣，同年11月2日（12月13日）與中村縣、泉縣、湯長谷縣、三春縣、棚倉縣以及笠岡縣、小見川縣和多胡縣的一部分合併成平縣，同年11月29日（1872年1月9日）改稱磐前縣，1876年8月21日與若松縣一同併入福島縣。

## 歷任藩主
| 出自   | 家格              | 藩主名稱 | 石高            |
| ------ | ----------------- | -------- | --------------- |
| 鳥居家 | 譜代大名 城主大名 | 鳥居忠政 | 十萬石→十二萬石 |
| 內藤家 | 譜代大名 城主大名 | 內藤政長 | 七萬石          |
| 內藤家 | 譜代大名 城主大名 | 內藤忠興 | 七萬石          |
| 內藤家 | 譜代大名 城主大名 | 內藤義概 | 七萬石          |
| 內藤家 | 譜代大名 城主大名 | 內藤義孝 | 七萬石          |
| 內藤家 | 譜代大名 城主大名 | 內藤義稠 | 七萬石          |
| 內藤家 | 譜代大名 城主大名 | 內藤政樹 | 七萬石          |
| 井上家 | 譜代大名 城主大名 | 井上正經 | 六萬石          |
| 安藤家 | 譜代大名 城主大名 | 安藤信成 | 五萬石          |
| 安藤家 | 譜代大名 城主大名 | 安藤信馨 | 五萬石          |
| 安藤家 | 譜代大名 城主大名 | 安藤信義 | 五萬石          |
| 安藤家 | 譜代大名 城主大名 | 安藤信由 | 五萬石          |
| 安藤家 | 譜代大名 城主大名 | 安藤信正 | 五萬石→四萬石   |
| 安藤家 | 譜代大名 城主大名 | 安藤信民 | 五萬石→三萬石   |
| 安藤家 | 譜代大名 城主大名 | 安藤信勇 | 三萬石          |

## 領地
根據《舊高舊領取調帳》記載，磐城平藩的領地如下，由於相給的關係，也有可能同時是天領、他藩領、寺社領或旗本領：
| 令制國 | 郡     | 町村 數目 | 領地 | 歸屬 府藩縣     |
| ------ | ------ | --------- | --- | --------------- |
| 磐城國 | 菊多郡 | 9村       | 植田村、仁井田村、入下村、入上村、關田村、瀨戶村、山玉村、大平村、三澤村 | 棚倉縣          |
| 磐城國 | 磐前郡 | 42村      | 愛谷村、上矢田村、上高久村、中好間村、久保町村、小泉村、下高久村、上荒川村、北目村、拾五町目村、長橋村、川中子村、內町村、小島村、御台境村、北好間村、高坂村、御廄村、綴村、下好間村、上好間村、上好間村上組、今新田村、小谷作村、山崎村、南白土村、菅波村、中山村、谷川瀨村、下荒川村、北白土村、町分村 | 磐城平縣        |
| 磐城國 | 磐前郡 | 42村      | 下矢田村、飯田村、三澤村、中之作村、沼之內村、神谷作村、上山口村、下山口村、薄磯村 | 白河縣          |
| 磐城國 | 磐前郡 | 42村      | 吉野谷村 | 白河縣 磐城平縣 |
| 磐城國 | 磐城郡 | 12村      | 中平窪村、上平窪村、西平窪村、下平窪村、鹽村、幕之內村、中鹽村、鯨岡村、四波村、大室村、鎌田村、下神谷村 | 磐城平縣        |
| 美濃國 | 厚見郡 | 11村      | 切通村、藏之前村、高田村、水海道村、前一色村、北一色村、野一色村、領下村、細畑村、岩地村、日野村、日野新田 | 笠松縣          |
| 美濃國 | 羽栗郡 | 2村       | 上印食村、下印食村 | 笠松縣          |
| 美濃國 | 本巢郡 | 6村       | 宗慶村、輕海村、十四條村、柱本村、高屋村 | 笠松縣          |
| 美濃國 | 方縣郡 | 11村      | 御望村、中村、下西鄉村、小西鄉村、西改田村、東改田村、又丸村、川部村、上尻毛村、上曾我屋村、下曾我屋村 | 笠松縣          |
| 三河國 | 額田郡 | 2村       | 寺野村、鳥川村 | 額田縣          |
| 三河國 | 設樂郡 | 14村      | 市場村、草谷村、川尻村、西田原村、東田原村、岩波村、黑瀨村、手洗所村、小林村、戶津呂村、河合村、野鄉村、相月村、大代村 | 額田縣          |
| 三河國 | 寶飯郡 | 6村       | 灰野村、金割村、國府村、為當村、下萩村、上萩村 | 額田縣          |

### 註解
1. ↑  《國史大辭典》和《角川日本地名大辭典》指是上遠野（現福島縣磐城市遠野町（日语：遠野町 (福島県)）上遠野（日语：上遠野村））和竹貫兩萬石[5][6]。

## 外部連結
- . kotobank （日语）.